# 1932-es Grand Prix-szezon
Az 1932-es Grand Prix-szezon volt a Grand Prix-versenyzés huszonötödik, az Európa-bajnokság második szezonja.
A végeredménybe három verseny számított bele, ebből a győztes Tazio Nuvolari kettőt megnyert, a harmadikon a dobogó második fokára állhatott fel. Második helyen a német Rudolf Caracciola végzett. A konstruktőrök között a legsikeresebb az Alfa Romeo volt.

## Versenyek

### Európa-bajnokság
| # | Verseny         | Helyszín    | Időpont    | Győztes versenyző | Győztes konstruktőr | Összefoglaló |
| - | --------------- | ----------- | ---------- | ----------------- | ------------------- | ------------ |
| 1 | olasz nagydíj   | Monza       | Június 5.  | Tazio Nuvolari    | Alfa Romeo          | Összefoglaló |
| 2 | francia nagydíj | Reims-Gueux | Július 3.  | Tazio Nuvolari    | Alfa Romeo          | Összefoglaló |
| 3 | német nagydíj   | Nürburgring | Július 17. | Rudolf Caracciola | Alfa Romeo          | Összefoglaló |

### Egyéb versenyek
| Verseny                   | Helyszín       | Időpont        | Győztes versenyző       | Győztes konstruktőr | Összefoglaló |
| ------------------------- | -------------- | -------------- | ----------------------- | ------------------- | ------------ |
| svéd téli nagydíj         | Rämen          | Február 28.    | Olle Bennström          | Ford                | Összefoglaló |
| tuniszi nagydíj           | Karthágó       | Április 3.     | Achille Varzi           | Bugatti             | Összefoglaló |
| monacói nagydíj           | Monaco         | Április 17.    | Tazio Nuvolari          | Alfa Romeo          | Összefoglaló |
| római nagydíj             | Littorio       | Április 24.    | Luigi Fagioli           | Maserati            | Összefoglaló |
| oráni nagydíj             | Arcone         | Április 24.    | Jean-Pierre Wimille     | Bugatti             | Összefoglaló |
| British Empire Trophy     | Brooklands     | Április 30.    | John Cobb               | Delage              | Összefoglaló |
| Targa Florio              | Madonie        | Május 8.       | Tazio Nuvolari          | Alfa Romeo          | Összefoglaló |
| finn nagydíj              | Eläintarharata | Május 8.       | Per-Viktor Widengren    | Mercedes-Benz       | Összefoglaló |
| Grand Prix des Frontières | Chimay         | Május 15.      | Arthur Legat            | Bugatti             | Összefoglaló |
| Provence-i nagydíj        | Nîmes          | Május 16.      | Stanislas Czaykowski    | Bugatti             | Összefoglaló |
| Nîmes-i nagydíj           | Nîmes          | Május 16.      | Benoit Falchetto        | Bugatti             | Összefoglaló |
| Avusrennen                | AVUS           | Május 22.      | Manfred von Brauchitsch | Mercedes-Benz       | Összefoglaló |
| casablancai nagydíj       | Anfa           | Május 22.      | Marcel Lehoux           | Bugatti             | Összefoglaló |
| Eifelrennen               | Nürburgring    | Május 29.      | Rudolf Caracciola       | Alfa Romeo          | Összefoglaló |
| Torvilliers-nagydíj       | Troyes         | Május 29.      | Robert Gauthier         | Bugatti             | Összefoglaló |
| Picardy nagydíj           | Péronne        | Június 5.      | Philippe Étancelin      | Alfa Romeo          | Összefoglaló |
| Lvivi nagydíj             | Lviv           | Június 19.     | Rudolf Caracciola       | Alfa Romeo          | Összefoglaló |
| Lorraine-i nagydíj        | Nancy          | Június 26.     | Jean-Pierre Wimille     | Alfa Romeo          | Összefoglaló |
| Dieppe-i nagydíj          | Dieppe         | Július 24.     | Louis Chiron            | Bugatti             | Összefoglaló |
| nizzai nagydíj            | Nizza          | Július 31.     | Louis Chiron            | Bugatti             | Összefoglaló |
| Coppa Ciano               | Montenero      | Július 31.     | Tazio Nuvolari          | Alfa Romeo          | Összefoglaló |
| Coppa Acerbo              | Pescara        | Augusztus 14.  | Tazio Nuvolari          | Alfa Romeo          | Összefoglaló |
| Comminges nagydíj         | Saint-Gaudens  | Augusztus 14.  | Goffredo Zehender       | Alfa Romeo          | Összefoglaló |
| La Baule-i nagydíj        | La Baule       | Augusztus 17.  | William Grover-Williams | Bugatti             | Összefoglaló |
| Masaryk Nagydíj           | Brno           | Szeptember 4.  | Louis Chiron            | Bugatti             | Összefoglaló |
| Mountain Championship     | Brooklands     | Szeptember 10. | Malcolm Campbell        | Sunbeam             | Összefoglaló |
| monzai nagydíj            | Monza          | Szeptember 11. | Rudolf Caracciola       | Alfa Romeo          | Összefoglaló |
| Antibes-i nagydíj         | Garoupe        | Szeptember 11. | Benoit Falchetto        | Bugatti             | Összefoglaló |
| Marseille-i nagydíj       | Miramas        | Szeptember 25. | Raymond Sommer          | Alfa Romeo          | Összefoglaló |
| Munkkiniemenajo           | Helsinki       | Szeptember 25. | Per-Viktor Widengren    | Alfa Romeo          | Összefoglaló |

## Végeredmény
| Poz. | Versenyző               | ITA | FRA | GER | Pont |
| ---- | ----------------------- | --- | --- | --- | ---- |
| 1    | Tazio Nuvolari          | 1   | 1   | 2   | 4    |
| 2    | Baconin Borzacchini     | 3   | 2   | 3   | 8    |
| 3    | Rudolf Caracciola       | NC  | 3   | 1   | 9    |
| 4    | René Dreyfus            | 5   | 5   | 4   | 12   |
| 5    | Louis Chiron            | Ret | 4   | Ret | 17   |
| =    | Albert Divo             | 6   | Ret |     | 17   |
| 7    | Luigi Fagioli           | 2   |     |     | 18   |
| 8    | Amedeo Ruggeri          | 8   |     | Ret | 19   |
| 9    | Giuseppe Campari        | 4   |     |     | 20   |
| =    | Pietro Ghersi           | 7   |     |     | 20   |
| =    | Eugenio Siena           | 9   |     |     | 20   |
| =    | William Grover-Williams |     | 6   |     | 20   |
| =    | Goffredo Zehender       |     | 7   |     | 20   |
| =    | Pierre Félix            |     | 8   |     | 20   |
| =    | Earl Howe               |     | 9   |     | 20   |
| 16   | Marcel Lehoux           | Ret | Ret | Ret | 21   |
| =    | Achille Varzi           | Ret | Ret |     | 21   |
| =    | Luigi Premoli           | 10  |     |     | 21   |
| =    | Philippe Étancelin      |     | Ret |     | 21   |
| =    | Max Fourny              |     | Ret |     | 21   |
| =    | Jean-Pierre Wimille     |     | Ret |     | 21   |
| 22   | Luigi Castelbarco       | Ret |     |     | 23   |
| =    | Jean Gaupillat          |     | Ret |     | 23   |
| =    | Hans Lewy               |     |     | Ret | 23   |
| =    | Paul Pietsch            |     |     | Ret | 23   |
| Poz. | Versenyző               | ITA | FRA | GER | Pont |

| Szín   | Eredmény                                                | Pont |
| ------ | ------------------------------------------------------- | ---- |
| Arany  | Győztes                                                 | 1    |
| Ezüst  | 2. helyezett                                            | 2    |
| Bronz  | 3. helyezett                                            | 3    |
| Zöld   | Teljesítette a verseny több, mint 75%-át                | 4    |
| Kék    | 50 és 75% között teljesítette a versenytávot            | 5    |
| Lila   | 25 és 50% között teljesítette a versenytávot            | 6    |
| Piros  | A versenytávnak csak kevesebb, mint 25%-át teljesítette | 7    |
| Fekete | Diszkvalifikálták (DSQ, Kiz)                            | 8    |
| Fehér  | Nem indult (DNS, NI)                                    | 9    |